# Csitár
Csitár (szlovákul: Štitáre vagy Čitáre) község Nógrád vármegyében, a Balassagyarmati járásban.

## Fekvése
A vármegye északi részén fekszik, az Északi-Cserhát Szécsényi-dombságnak nevezett területén, a hegység és az Ipoly völgyének határán, Balassagyarmattól mintegy 12 kilométerre kelet-délkeletre. Különálló településrésze Nógrádgárdony, mely a központjától dél-délnyugati irányban fekvő magaslaton alakult ki, a hajdani Majláth-kastélyt övező majorság helyén.
Éghajlata mérsékelten hűvös – mérsékelten száraz. Évi középhőmérséklete 9-9,2 ℃. A napsütéses órák száma évi 1900, csapadékból évente 610 mm hull. Megtalálható itt az erősen szabdalt dombvidék és a földművelésnek kedvező síkság is. Természeti környezete kedvező lehetőségeket biztosíthat majd a vidéki turizmus számára a feltételek megteremtése után.

### Megközelítése
Csitár a vármegye városaival és a fővárossal elsősorban a települést érintő autóbuszjáratok révén tartja a kapcsolatot. Központján és Nógrádgárdonyon is a 2119-es út halad keresztül, ezen érhető el a 22-es főút őrhalmi szakasza felől, illetve Balassagyarmat déli része felől is (utóbbi irány esetében Patvarcon keresztül). Déli szomszédja a zsáktelepülésnek számító Iliny, mely közúton csak a Nógrádgárdony központjában kiágazó 21 131-es számú mellékúton érhető el.

## Története
Csitár (Csatár, Nagy-) nevét 1327-ben említette először oklevél Chatar alakban írva.
Neve szerint egykor királyi pajzsgyártó szolgálónépek lakták. 1327-ben már két faluból álló település volt és a Kácsik nemzetséghez tartozó Szécsényi Tamás vajda és fivére Péter osztozott rajta. Nagycsitár Varsány, Kiscsitár Trázs határosa volt.
A 20. század elején Nógrád vármegye Balassagyarmati járásához tartozott.
1910-ben 840 lakosából 839 magyar volt. Ebből 818 római katolikus, 12 izraelita volt.

## Közélete

### Polgármesterei
- 1990–1994: Huszár Ferenc (független)[3]
- 1994–1998: Huszár Ferenc (független)[4]
- 1998–2002: Huszár Ferenc (független)[5]
- 2002–2006: Huszár Ferenc (független)[6]
- 2006–2010: Huszár Ferenc (független)[7]
- 2010–2014: Komjáti István (független)[8]
- 2014–2019: Komjáti István (független)[9]
- 2019–2024: Komjáti István (független)[1]
- 2024– : Komjáti István (független)[10]

## Népesség
A település népességének változása:
| Lakosok száma | 404  | 402  | 415  | 365  | 378  | 370  | 370  |
|               | 2013 | 2014 | 2015 | 2021 | 2022 | 2023 | 2024 |

2001-ben a település lakosságának 95%-a magyar, 5%-a cigány nemzetiségűnek vallotta magát.
A 2011-es népszámlálás során a lakosok 97,4%-a magyarnak, 6,3% cigánynak, 0,2% románnak, 0,2% szlováknak mondta magát (2,6% nem nyilatkozott; a kettős identitások miatt a végösszeg nagyobb lehet 100%-nál). A vallási megoszlás a következő volt: római katolikus 84,8%, református 4,2%, evangélikus 1,2%, felekezeten kívüli 5,2% (4,7% nem nyilatkozott).
2022-ben a lakosság 87,8%-a vallotta magát magyarnak, 6,3% cigánynak, 0,3-0,3% örménynek, románnak, ruszinnak és szlovénnek, 1,3% egyéb, nem hazai nemzetiségűnek (11,9% nem nyilatkozott; a kettős identitások miatt a végösszeg nagyobb lehet 100%-nál). Vallásuk szerint 60,6% volt római katolikus, 2,6% református, 0,8% evangélikus, 0,3% egyéb keresztény, 0,3% egyéb katolikus, 4,5% felekezeten kívüli (30,7% nem válaszolt).

## Címer
A pajzson aranykorona, a mező közepén kis pajzs, körülötte ekevas és csoroszlya, búzakalászok, szőlőfürt ábrázolás. A jobb alsó sarokban ezüst pólyával elválasztott két mező látható. A kék és a zöld szín a faluban készült szőttesek és hímzések kedvelt színe.
A korona a község történetének folytonosságát, egykor a királyi birtokhoz való tartozását jelzi. A címerpajzs formáját a falu két földbirtokosának (Forgách, Szentiványi) címeréről kölcsönöztük. A középen elhelyezett kis pajzs Csitár nevének eredetére, (pajzs, pajzskészítő) utal. A tervezésnél a község 1788-ban készült pecsétjének motívumait is felhasználtuk.
A mezőkben lévő ekevas és csoroszlya a földművelésre utal, a búzakalászok, a szőlőtőke az egykor jelentős gabonatermelést, a jövedelmező szőlőültetvényeket jelképezi. Az alsó részén a mezőt középen kettéosztó ezüst pólya a Csitár patakot jelöli, amely a 17. század közepéig önálló településnek számító Kis- és Nagycsitárt elválasztotta.

## Nevezetességei
- Majláth-kastély - ma rehabilitációs központ és szanatórium. Parkja védett.